# علي حيدر باشا
علي حيدر «باشا» ابن جابر بن عبد المطلب بن غالب الحسني (أبريل 1866 - 12 مايو 1935) من أشراف مكة من آل زيد. شغل منصب أمير وشريف مكة من عام 1916 حتى 1917 أثناء الثورة العربية الكبرى والحرب العالمية الأولى. كان أسلافه حكاما بمكة قبل انتقال إمارتها إلى أبناء عمهم آل عون بتعيين محمد بن عبد المعين بن عون شريفًا لها سنة 1243 هـ.
ولد وتعلم بالآستانة، وتقدم عند العثمانيين فجعلوه وزيرًا للأوقاف، ثم وكيلًا أول لرئاسة مجلس الأعيان. ولما ثار الشريف حسين بن علي على الأتراك بمكة سنة 1916، صدر مرسوم من السلطان العثماني محمد رشاد بتعيينه شريفًا لمكة وأميرًا للحجاز، على أمل أن يجد أنصارًا في قبائلها يقاومون ثورة الشريف حسين. فلما بلغ المدينة كان عبئًا على الحامية العثمانية فيها، وخشي أن تمتد إليه يد الحسين فعاد إلى الشام واستقر في عالية (بلبنان) حتى كان بعض الناس يلقبونه بشريف عالّيْه. ولما احتل الفرنسيون سورية سعى للاتفاق معهم على أن يولوه عرشها سنة 1929. توفي ببيروت.

## حياته الخاصة
تزوج الشريف علي حيدر من امرأة إيرلندية اسمها إيزابيل دون التي اعتنقت الدين الإسلامي وغيرت اسمها إلى فاطمة حيدر.